# 日本氣象廳命名颱風列表
日本氣象廳命名颱風，指的是因嚴重影響日本，而被日本氣象廳賦予一個特殊名稱的太平洋熱帶氣旋，至今有10個熱帶氣旋被賦予。此習慣始於1958年，到2018年氣象廳公佈賦予颱風特殊名稱的新標準，凡風暴造成房屋被毀一千棟以上、房屋被淹超過一萬棟或大規模傷亡等條件，便達到「重大損害」的標準，氣象廳可以為此賦予特殊名稱供後世銘記。

## 概述
有別於大部分東亞和東南亞地區，日本氣象廳（1956年改組前為「日本中央氣象台」）在國內信息發布和出版的刊物中，會為太平洋颱風定出一套有數字號碼的標示方式，按排序會是「元號年＋颱風第◯◯號」，其中◯◯即是數字。例如2018年（平成30年）重創關西地方的颱風飛燕，在日本的編號便是「平成30年颱風第21號」。除了氣象廳，日本其他政府機關（例如内閣府）和日本傳媒（例如日本廣播協會）都會沿用氣象廳的做法來描述某些熱帶氣旋，不會採用國際命名方式.對於侵襲亞洲其他地區的熱帶氣旋，例如2018年肆虐菲律賓和華南地區的颱風山竹，氣象廳也是同樣以上述編號式叫法來描述，即「平成30年颱風第22號」。這個安排在1953年5月起開始實施，日本中央氣象台在1947年至1953年5月期間，因應盟軍佔領，曾採用美方命名，例如1947年在關東地方、東北地方帶走逾千條人命的颱風凱瑟琳，在日本則直译為。
當某個熱帶氣旋在日本某地區造成嚴重破壞或（和）帶來特殊的氣象觀測記錄，氣象廳會根據颱風登陸地點（除了洞爺丸颱風是因單一事件而得名）為其單獨命名，是為「氣象廳命名颱風」。氣象廳命名颱風始於1958年，當時颱風艾達吹襲日本，為日本帶來嚴重災害，氣象廳便於11月為此命名為「狩野川颱風」，同時追溯四年前的颱風曼莉，正式將它命名為「洞爺丸颱風」，是特殊命名颱風名單中的首兩個。不過在1954年前的知名侵日颱風，包括1934年室戶颱風、1945年枕崎颱風（俱為昭和三大颱風）等都沒有獲氣象廳列入名單中。1959年，颱風維娜重創伊勢灣沿岸地區，氣象廳為此命名為「伊勢灣颱風」。
1961年，颱風蘭茜登陸室戶岬及來襲本州西部，是繼室戶颱風後再有颱風登陸這裡。雖然氣象廳仍然無將室戶颱風列入名單，但因室戶颱風這個名字已廣為人知，所以將蘭茜命名為「第二室戶颱風」以表尊重。1966年，颱風柯娜影響美治琉球宮古島，後來氣象廳因破紀錄風速，而欲為此颱風命名為「宮古島颱風」。但當時屬美治琉球政府郵政局的琉球氣象台早已為1959年的颱風莎拉定下此名，經雙方協商，日本的氣象廳最終定名為「第二宮古島颱風」，同時承認莎拉為「宮古島颱風」，並列入命名颱風名單。其後，1968年颱風黛娜、1977年颱風貝貝先後為日本帶來嚴重災情，分別獲命名「第三宮古島颱風」及「沖永良部颱風」，但自此之後到平成年代完結為止都沒有再新增。
2018年，氣象廳公佈賦予颱風特殊名稱的新標準，凡風暴造成房屋被毀一千棟以上、房屋被淹超過一萬棟或大規模傷亡等條件，便達到「重大損害」的標準，氣象廳可以為此賦予特殊名稱供後世銘記，命名格式為「元號年＋顯著受災地域／河川名＋颱風」。而翌年吹襲東日本的法茜和海貝思，都達到上述標準，故此氣象廳在2020年2月19日正式將這兩個風暴分別命名為「令和元年房總半島颱風」和「令和元年東日本颱風」，成為首兩個在新制下獲特殊命名的颱風，亦與上一次的特殊命名相隔長達42年。同時，氣象廳也向世界氣象組織颱風委員會提出上述兩個國際名字的除名要求，為歷來首次。

## 名單
列表內日方名字會依日本氣象廳的資料為準，並列出其巔峰強度，最高持續風速是以一分鐘平均風速來計算。另外，據聯合颱風警報中心對熱帶氣旋等級的定義，此列表中會以不同顏色代表不同級別的熱帶氣旋：
- 淡黃色背景代表一級颱風，一分鐘平均風速為119－153公里／小时。
- 黃色背景代表二級颱風，一分鐘平均風速為154－177公里／小时。
- 淡橙色背景代表三級颱風，一分鐘平均風速為178－208公里／小时。
- 橙色背景代表四級颱風，一分鐘平均風速為209－251公里／小时。
- 橙紅色背景代表五級颱風，一分鐘平均風速為252公里／小时或以上。

| 日方名稱                  | 國際 名稱 | 持續日期（UTC）                                                            | 最高 強度                                                                  | 最高持續風速                                                               | 中心最低氣壓                                                               | 受影響地區                                                                 | 死亡 人數   | 參考          |
| ------------------------- | --------- | -------------------------------------------------------------------------- | -------------------------------------------------------------------------- | -------------------------------------------------------------------------- | -------------------------------------------------------------------------- | -------------------------------------------------------------------------- | ----------- | ------------- |
| 洞爺丸颱風 （昭和29年台風第15号）           | 曼莉      | 1954年9月20日 - 28日                                                       | 一級颱風                                                                   | 140 km/h（87 mph）                                                         | 956 hPa（28.2 inHg）                                                       | 九州、中國地方、北海道                                                     | 1,361       | [ 22 ] [ 23 ] |
| 狩野川颱風 （昭和33年台風第22号）           | 艾黛      | 1958年9月20日 - 27日                                                       | 五級颱風                                                                   | 325 km/h（202 mph）                                                        | 877 hPa（25.9 inHg）                                                       | 中部地方、關東地方                                                         | 888         | [ 24 ] [ 25 ] |
| 宮古島颱風 （昭和34年台風第14号）           | 莎拉      | 1959年9月12日 - 19日                                                       | 五級颱風                                                                   | 305 km/h（190 mph）                                                        | 905 hPa（26.7 inHg）                                                       | 沖繩、南韓                                                                 | 47          | [ 26 ] [ 27 ] |
| 伊勢灣颱風 （昭和34年台風第15号）           | 薇拉      | 1959年9月21日 - 27日                                                       | 五級颱風                                                                   | 305 km/h（190 mph）                                                        | 895 hPa（26.4 inHg）                                                       | 整個本州、四國                                                             | 4,697       | [ 28 ] [ 29 ] |
| 第二室戶颱風 （昭和36年台風第18号）         | 南施      | 1961年9月8日 - 17日                                                        | 五級颱風                                                                   | 345 km/h（214 mph）                                                        | 882 hPa（26.0 inHg）                                                       | 沖繩、九州、四國、中國地方、關西地方、北海道                               | 194         | [ 30 ] [ 31 ] |
| 第二宮古島颱風 （昭和41年台風第18号）       | 柯娜      | 1966年8月31日 - 9月7日                                                     | 五級颱風                                                                   | 280 km/h（170 mph）                                                        | 918 hPa（27.1 inHg）                                                       | 沖繩、臺灣、中國大陸                                                       | 0           | [ 32 ] [ 33 ] |
| 第三宮古島颱風 （昭和43年台風第16号）       | 黛娜      | 1968年9月17日 - 25日                                                       | 四級颱風                                                                   | 220 km/h（140 mph）                                                        | 930 hPa（27 inHg）                                                         | 沖繩、九州                                                                 | 11          | [ 34 ] [ 35 ] |
| 沖永良部颱風 （昭和52年台風第9号）         | 貝貝      | 1977年9月2日 - 11日                                                        | 四級颱風                                                                   | 205 km/h（127 mph）                                                        | 905 hPa（26.7 inHg）                                                       | 沖繩、中國大陸                                                             | 1           | [ 36 ] [ 37 ] |
| 令和元年房總半島颱風 （令和元年台風第15号） | 法茜      | 2019年9月4日 - 10日                                                        | 四級颱風                                                                   | 215 km/h（134 mph）                                                        | 955 hPa（28.2 inHg）                                                       | 關東地方                                                                   | 1           | [ 38 ] [ 39 ] |
| 令和元年東日本颱風 （令和元年台風第19号）   | 海貝思    | 2019年10月5日 - 13日                                                       | 五級颱風                                                                   | 260 km/h（160 mph）                                                        | 915 hPa（27.0 inHg）                                                       | 中部地方、關東地方、東北地方                                               | 99          | [ 38 ] [ 40 ] |
| 10個名稱                  | 10個名稱  | 數據參考：日本氣象廳提供之1951至2024年熱帶氣旋的持續日期、風速、氣壓數據。 | 數據參考：日本氣象廳提供之1951至2024年熱帶氣旋的持續日期、風速、氣壓數據。 | 數據參考：日本氣象廳提供之1951至2024年熱帶氣旋的持續日期、風速、氣壓數據。 | 數據參考：日本氣象廳提供之1951至2024年熱帶氣旋的持續日期、風速、氣壓數據。 | 數據參考：日本氣象廳提供之1951至2024年熱帶氣旋的持續日期、風速、氣壓數據。 | 7,299人死亡 |               |

## 圖片廊

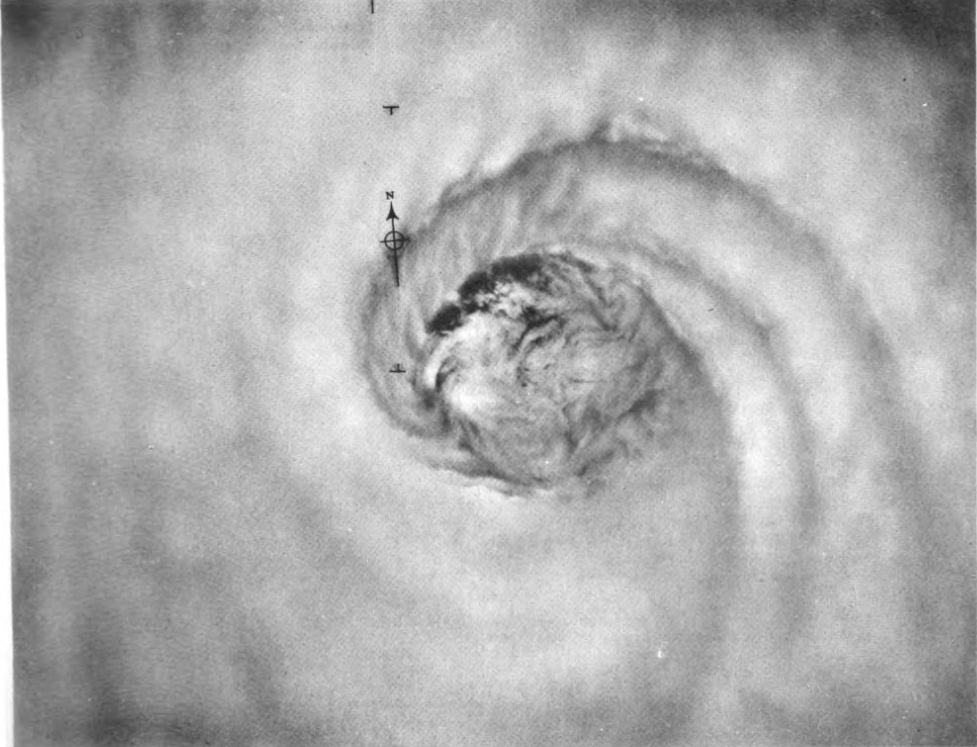
颱風艾黛（狩野川颱風）
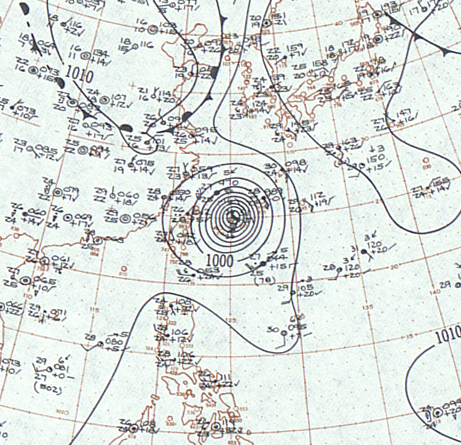
颱風莎拉（宮古島颱風）
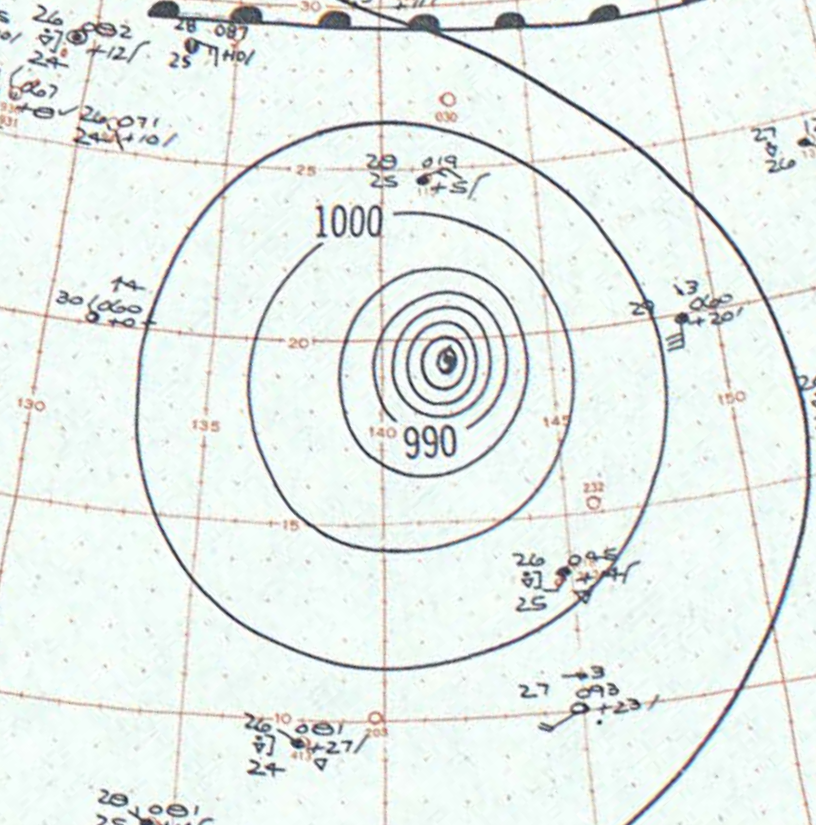
颱風維娜（伊勢灣颱風）
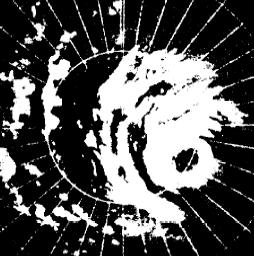
颱風蘭茜（第二室戶颱風）
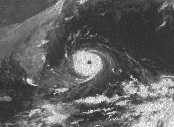
颱風柯娜（第二宮古島颱風）
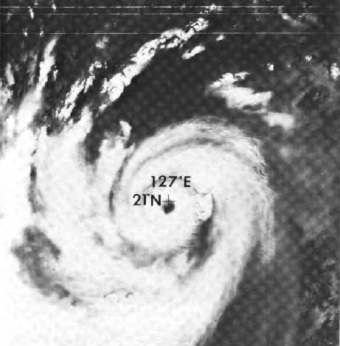
颱風貝貝（沖永良部颱風）
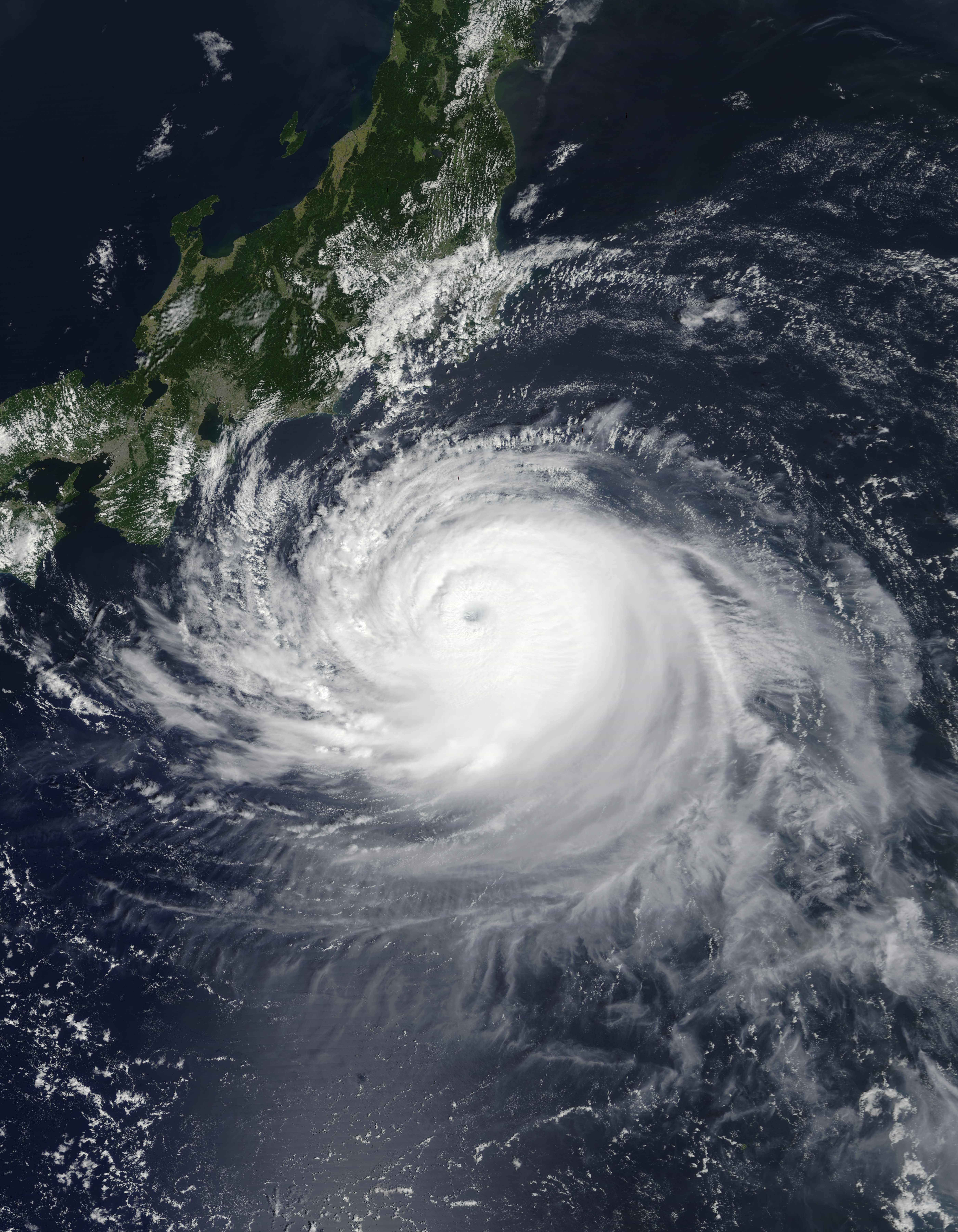
颱風法茜（令和元年房總半島颱風）
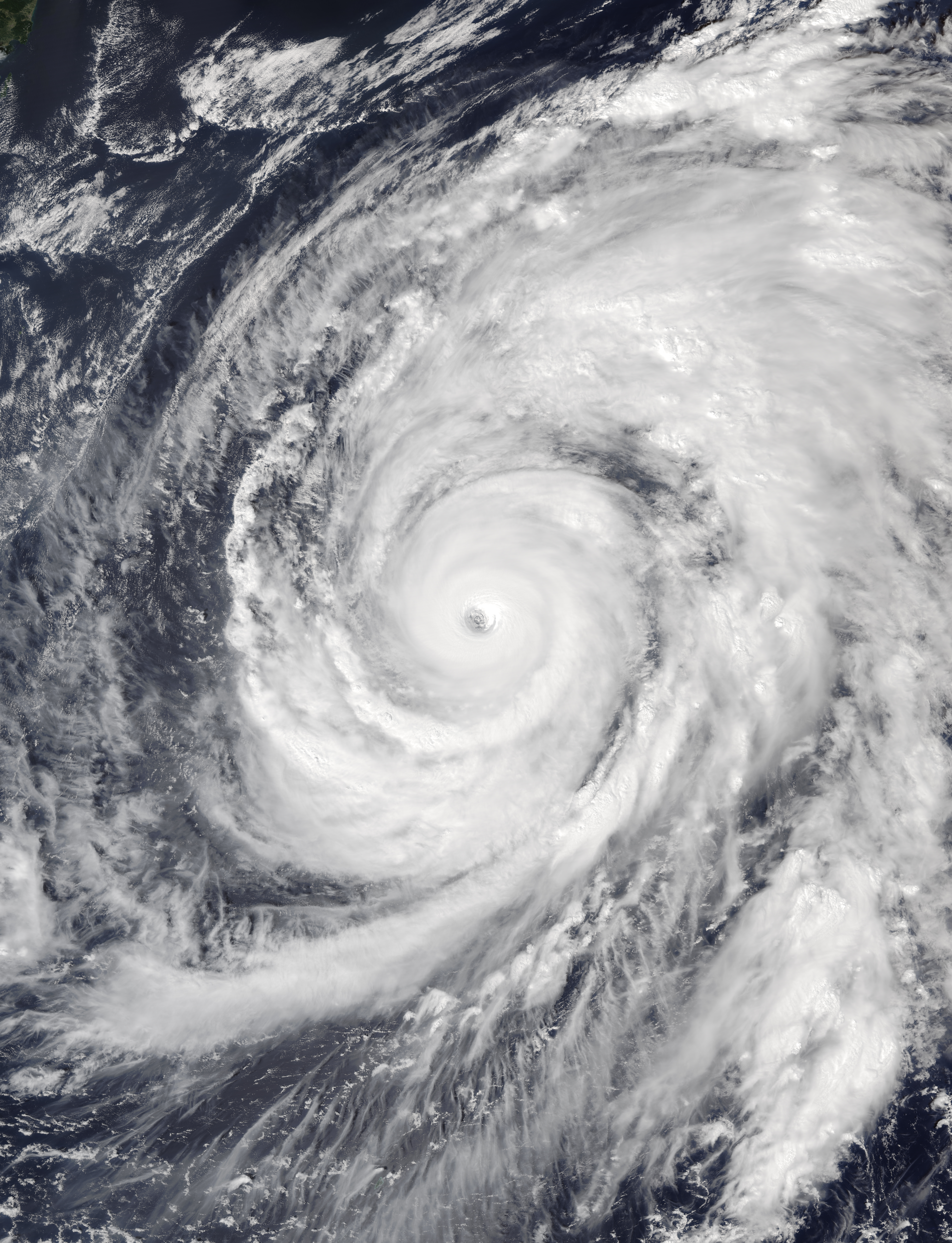
颱風海貝思（令和元年東日本颱風）

## 參看
- 太平洋颱風季
- 熱帶氣旋
- 西太平洋颱風命名
- 日本氣象廳

## 外部連結
- （日語）http://www.jma.go.jp/jma/index.html （页面存档备份，存于） 日本氣象廳首頁
- （日語）http://agora.ex.nii.ac.jp/digital-typhoon/ （页面存档备份，存于） 數位颱風首頁